# Салхай
Салха́й (рос. Салхай) — невеликий острів в Оленьоцькій затоці моря Лаптєвих. Територіально відноситься до Якутії, Росія.
Розташований на заході затоки. На півночі відмежований протокою Чугас від острова Орто-Ари. Острів має овальну форму зі звуженням на півночі. Висота становить 18 м на півдні, 17 м на півночі. Вкритий болотами, багато невеликих озер, оточений мілинами.
| Росія | Це незавершена стаття з географії Росії. Ви можете допомогти проєкту, виправивши або дописавши її. |